# (55636) 2002 TX300
(55636) 2002 TX300 は、将来的に準惑星（冥王星型天体）に分類される可能性がある太陽系外縁天体の一つ。2002年10月15日にアメリカ航空宇宙局 (NASA) の地球近傍小惑星追跡プログラム (NEAT) によって発見された。

## 概要
直径は900km以下で、軌道長半径が約43AUの軌道を回っており、軌道傾斜角が25.9度と大きく傾いている。キュビワノ族に分類されるが、その中でもハウメアと同一の"collisional family"だと考えられている。現在発見されている太陽系の天体のうちでアルベドが最も高い。